# Arcuator aburensis
Arcuator aburensis är en tvåvingeart som beskrevs av Curtis W. Sabrosky 1985. Arcuator aburensis ingår i släktet Arcuator och familjen fritflugor.
Artens utbredningsområde är Ghana. Inga underarter finns listade i Catalogue of Life.